# A Cycle of the West

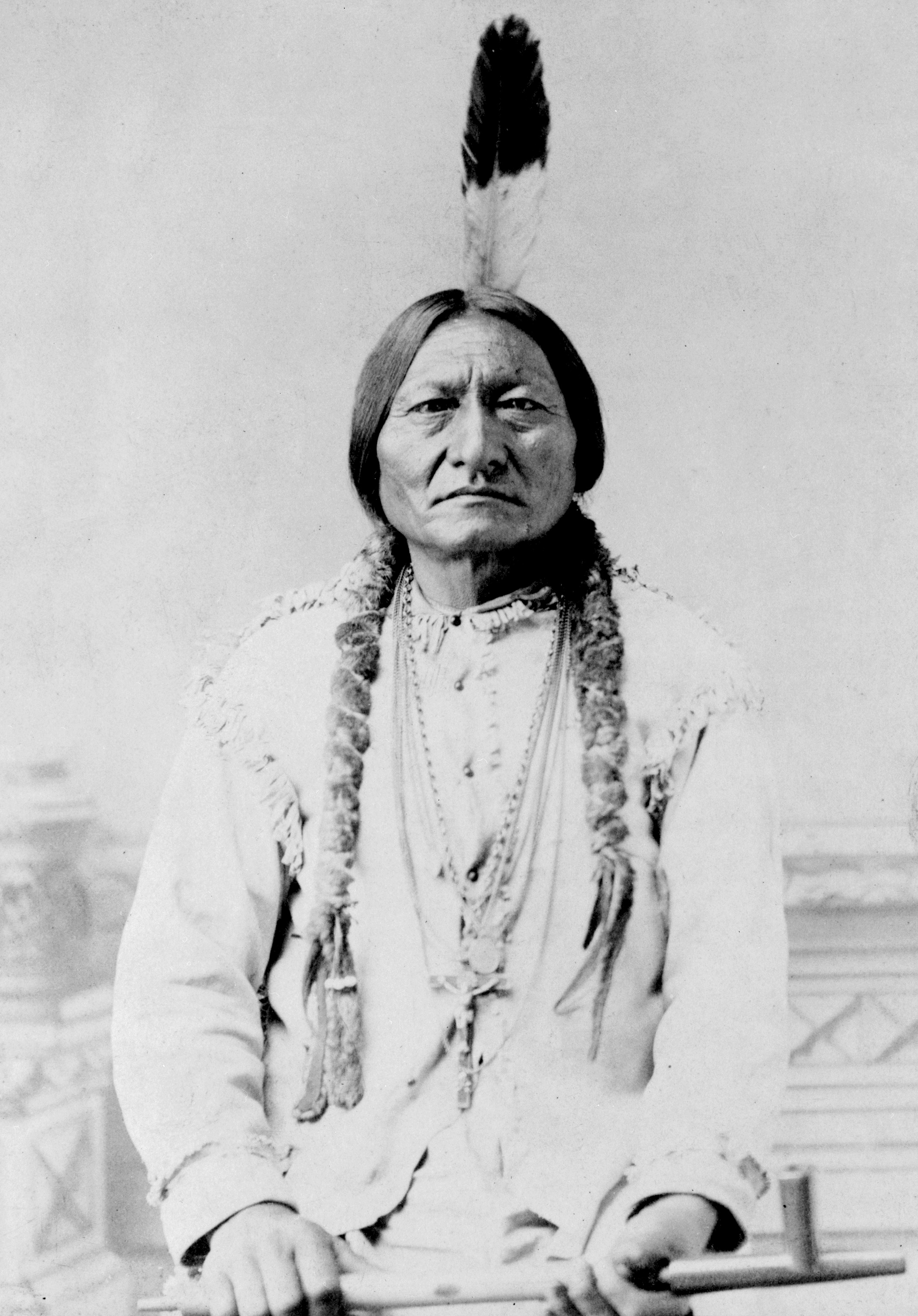
Wódz indiański Siedzący Byk

A Cycle of the West – dzieło poetyckie amerykańskiego autora Johna G. Neihardta. Utwór składa się z pięciu poematów epickich: The Song of Three Friends (1919), The Song of Hugh Glass (1915), The Song of Jed Smith (1941), The Song of the Indian Wars (1925) i The Song of the Messiah (1935). Wydanie zbiorcze ukazało się w 1949. Utwór opowiada o osadnictwie na preriach i wysiedlaniu Indian z ich tradycyjnej ojczyzny. Napisanie wszystkich części eposu zajęło autorowi dwadzieścia dziewięć lat. Utwór jest napisany dystychem bohaterskim (heroic couplet), czyli parzyście rymowanym pentametrem jambicznym.
Who now reads clear the roster of that band? 

Alas, Time scribbles with a careless hand 

And often pinchbeck doings from that pen 

Bite deep, where deeds and dooms of mighty men 

Are blotted out beneath a sordid scrawl! 

One hundred strong they flocked to Ashley's call 

That spring of eighteen hundred twenty-two; 

For tales of wealth, out-legending Peru, 

Came wind-blown from Missouri's distant springs, 

And that old sireny of unknown things 

Bewitched them, and they could not linger more. 

(The Song of Three Friends)